# Qianhong (sockenhuvudort i Kina, Zhejiang Sheng, lat 30,26, long 119,40)
Qianhong är en sockenhuvudort i Kina. Den ligger i provinsen Zhejiang, i den östra delen av landet, omkring 74 kilometer väster om provinshuvudstaden Hangzhou. Antalet invånare är 4 489. Befolkningen består av 2 238 kvinnor och 2 251 män. Barn under 15 år utgör 11,0 %, vuxna 15-64 år 72 %, och äldre över 65 år 16,0 %.
Runt Qianhong är det ganska tätbefolkat, med 179 invånare per kvadratkilometer. Närmaste större samhälle är Yejia, 19,3 km nordväst om Qianhong. I omgivningarna runt Qianhong växer i huvudsak blandskog.
Genomsnittlig årsnederbörd är 2 233 millimeter. Den regnigaste månaden är juni, med i genomsnitt 385 mm nederbörd, och den torraste är januari, med 84 mm nederbörd.